# Ceratellopsis sagittiformis
Ceratellopsis sagittiformis är en svampart som först beskrevs av Narcisse Theophile Patouillard, och fick sitt nu gällande namn av Corner 1950. Ceratellopsis sagittiformis ingår i släktet Ceratellopsis och familjen Gomphaceae.   Inga underarter finns listade i Catalogue of Life.